# Nathan Sykes
Nathan James Sykes (Gloucester, 18 de abril de 1993) es un cantante y compositor británico. Es miembro de la boy band británica-irlandesa The Wanted. 
El 5 de marzo de 2015 publicó su primera canción como solista «More Than You'll Ever Know». Y confirmó el lanzamiento de su álbum de estudio sin The Wanted para el 4 de noviembre de 2016, el cual fue atrasado y estrenado el 11 de noviembre del mismo año.

## Biografía

### 1993-2008: Primeros años e inicios musicales
Nathan James Sykes nació el 18 de abril de 1993 en Gloucester, Inglaterra. Hijo de Harry y Karen Sykes. Creció junto a su madre, que es una profesora de música.
Comenzó a cantar a la edad de seis años, y asistió a Sylvia Young Theatre School desde los 11 años de edad. Después de graduarse de Sylvia Young, regresó a Gloucester para asistir a Ribston Hall High School. Sin embargo no completó sus cursos A-level.
En el 2004, Sykes intentó representar a Reino Unido en el Festival de Eurovisión Junior, realizados en Lillehammer, Noruega. En la etapa de clasificación final de Reino Unido, Sykes interpretó «Born To Dance», quedando tercero.

## Carrera artística

### 2009-2014: The Wanted
Desde 2009, Sykes forma parte de The Wanted. La banda apareció por primera vez a través de audiciones propuestas por Jyane Collins, donde el grupo participó en una gala benéfica. Su sencillo más relevante durante su paso en la boy band fue «Glad You Came», que está incluido en el segundo álbum de estudio de la banda, Battleground. La canción recibió múltiples discos platino de la RIAA, y obtuvo certficaciones en Reino Unido, Nueva Zelanda y Australia. 
Más tarde, la banda anunció un descanso en marzo de 2014. Antes, habían publicado su tercer y último álbum de estudio (hasta la fecha) Word of Mouth.

### 2015-presente: carrera como solista y álbum debut
Durante el descanso temporal de la banda, Sykes planeó hacer una carrera como solista. Desde a finales de 2014, anunció que se encontraba trabajando en nuevos proyectos musicales, y confirmó el lanzamiento de su álbum de estudio en la primavera de 2015. En el álbum, el cantante colaboró con Babyface, Diane Warren y el productor británico Harmony Samuels.
En comentarios sobre su álbum debut, reveló que estará incluida una canción que había escrito sobre la relación sentimental que tuvo con Ariana Grande durante el 2013. 
Sykes describió dicha canción como «el más emocional» del álbum, y añadió «es sobre mí diciéndome a mí mismo que no debo estar enojado con la ruptura porque a veces las cosas no salen bien. Así es la vida». Y aclaró que la canción no tiene «mala espina», afirmando sobre Grande que: «ella es una chica adorable. Nos separamos por lo de la larga distancia. Hubo ese momento increíble en el inicio de la relación en la que ambos nos convencimos de nosotros mismos: "Sí, la larga distancia no importa. Vamos a estar bien." Pero fue imposible».
Poco después, publicó un sencillo promocional titulado «More Than You'll Ever Know»,  el 5 de marzo de 2015.

## Discografía

### Álbumes

#### Álbumes de estudio
| Título              | Detalles |
| ------------------- | --- |
| Unfinished Business | - Lanzamiento: 11 de noviembre de 2016 - Discográfica: Global Entertainment - Formatos: CD, Descarga digital |

### Sencillos

#### Como artista principal
| 2015                                                                           | "Kiss Me Quick"                           | 14 | 19 | 1 | Unfinished Business |
| 2015                                                                           | "Over and Over Again" (con Ariana Grande) | 8  | 6  | 1 | Unfinished Business |
| 2016                                                                           | "Give It Up" (con G-Eazy)                 | 56 | 32 | — | Unfinished Business |
| 2016                                                                           | "Famous"                                  | 93 | 35 | — | Unfinished Business |
| "—" denotes a single that did not chart or was not released in that territory. |                                           |    |    |   |                     |

#### Como artista invitado
| 2013                                                                           | "Almost Is Never Enough" (Ariana Grande con Nathan Sykes) | 49 | 56 | 82 | The Mortal Instruments: City of Bones y Yours Truly |
| "—" denotes a single that did not chart or was not released in that territory. |                                                           |    |    |    |                                                     |

#### Sencillos promocionales
| 2004                                                                           | "Born to Dance"              | — | — | — | —                   |
| 2015                                                                           | "More Than You'll Ever Know" | — | — | — | Unfinished Business |
| "—" denotes a single that did not chart or was not released in that territory. |                              |   |   |   |                     |

## Giras musicales
Como telonero:
- The Get Weird Tour de Little Mix (2016)
- Know-It-All Tour de Alessia Cara (2016)